# Pseudotolna perineti
Pseudotolna perineti là một loài bướm đêm trong họ Noctuidae.